# NK Kočevje
El NK Kočevje (en español: Kočevje Fútbol Club) es un equipo de fútbol de Eslovenia que juega en la 3. SNL, la tercera división de fútbol en el país.

## Historia
Fue fundado en el año 1920 en la ciudad de Kočevje y es uno de los equipos más viejos del sur de Eslovenia, aunque pasó en las divisiones regionales cuando el país formaba parte de Yugoslavia.
Tras la disolución de Yugoslavia y la independencia de Eslovenia en 1991 se convirtió en uno de los equipos fundadores de la 2. SNL, la segunda división nacional, de la cual salió campeón por primera vez en la temporada 1993/94 y con ello el ascenso a la Prva SNL por primera vez.
Su debut en la primera división nacional también fue su despedida ya que terminó en el lugar 15 entre 16 equipos donde solo ganó cuatro partidos donde solo superó en la tabla al Jadran Dekani.

## Palmarés
- Slovenian Second League: 1

1993–94
- 4. SNL: 1

2018–19